# 대한민국 민법 제712조
대한민국 민법 제712조는 조합원에 대한 채권자의 권리행사에 대한 대한민국 민법 채권법 조합에 대한 조문이다. 법률 제17905호로 2011년 3월 7일에 전문개정되었고 2021년 1월 26일에 일부개정되어 시행되었다.

## 조문
제712조(조합원에 대한 채권자의 권리행사) 조합채권자는 그 채권발생 당시에 조합원의 손실부담의 비율을 알지 못한 때에는 각 조합원에게 균분하여 그 권리를 행사할 수 있다.

第712條(組合員에 對한 債權者의 權利行使) 組合債權者는 그 債權發生 當時에 組合員의 損失負擔의 比率을 알지 못한 때에는 各 組合員에게 均分하여 그 權利를 行使할 수 있다.

## 같이 보기
- 조합